# Bulbophyllum epiphytum
Bulbophyllum epiphytum är en orkidéart som beskrevs av João Barbosa Rodrigues. Bulbophyllum epiphytum ingår i släktet Bulbophyllum och familjen orkidéer. Inga underarter finns listade i Catalogue of Life.

## Bildgalleri

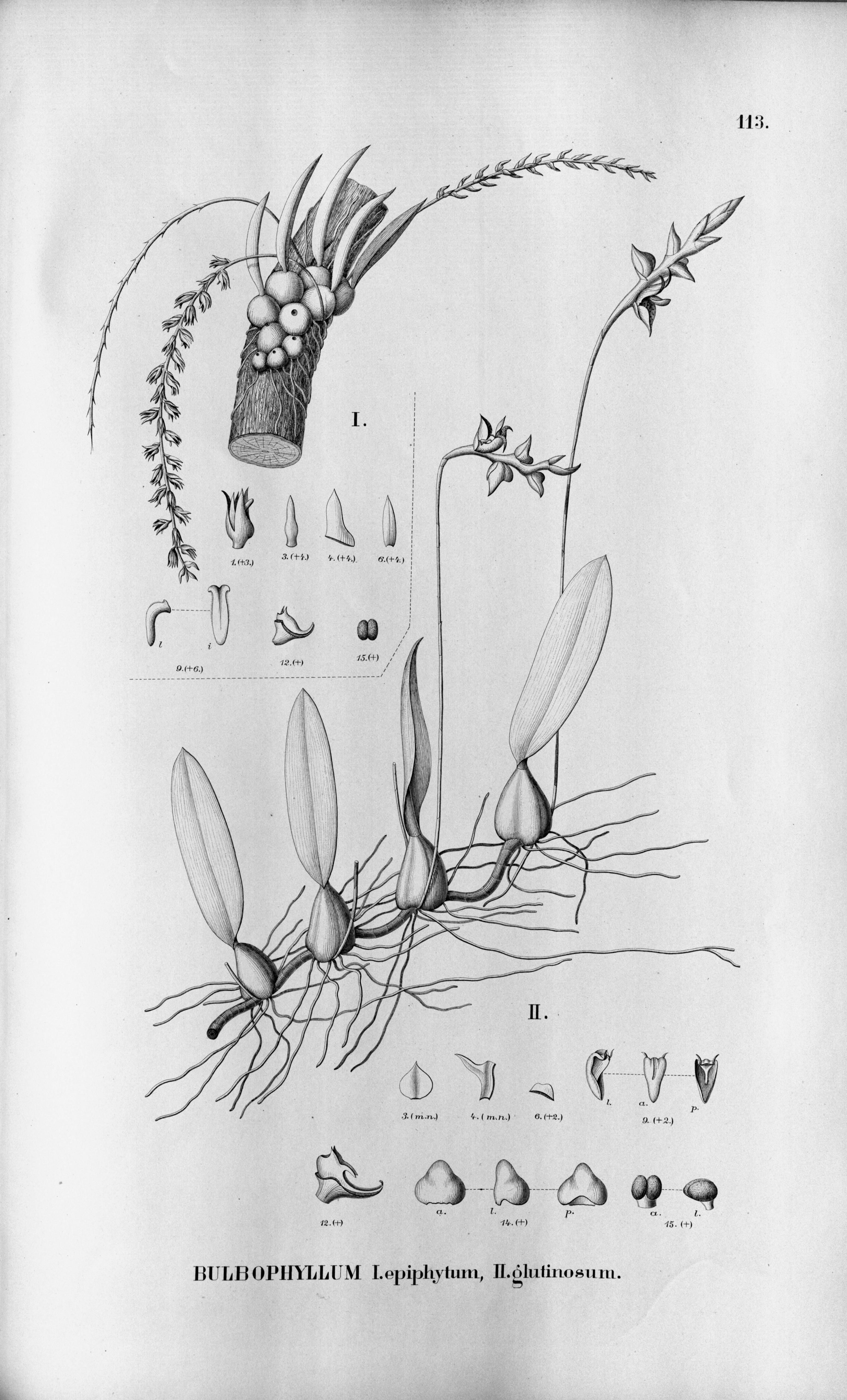